# THE RAMPAGE from EXILE TRIBE
THE RAMPAGE from EXILE TRIBE는 일본의 댄스&보컬 그룹이다. LDH 소속. 레이블은 rhythm zone.

## 약력
2014년 4월 11일, 닛폰 TV 《슷키리!!》에서 사장인 HIRO가 새로운 유닛 결성을 발표했다. 후보 멤버로서, EXILE PERFORMER BATTLE AUDITION, VOCAL BATTLE AUDITION 4, GLOBAL JAPAN CHALLENGE에서 총 16명이 선출되었다. 7월, 정식 멤버의 자리를 걸고 무사수행을 실시했다. 9월 12일, 후보 멤버 전원이 정식 멤버가 되었다.
2016년 3월 ~ 4월, 3팀으로 나누어 무사수행을 실시했다.

## 멤버

### 보컬
- 아오야마 리쿠 (青山 陸, 1994년 8월 10일)
- 요시노 호쿠토 (吉野 北人, 1997년 3월 6일)
- 카와무라 카즈마 (川村 壱馬, 1997년 1월 7일)

### 퍼포머
- 아타 류타로 (阿多 龍太郎, 1998년 9월 9일)
- 이와야 쇼고 (岩谷 翔吾, 1997년 3월 11일)
- 우라카와 쇼헤이 (浦川 翔平, 1997년 5월 23일)
- 엘리엇 리키야 (エリオット 力矢, 1990년 11월 28일)
- 카미야 켄타 (神谷 健太, 1995년 5월 27일)
- 고토 타쿠마 (後藤 拓磨, 1998년 12월 4일)
- 사카모토 진 (坂本 陣, 1994년 4월 28일)
- 스즈키 타카히데 (鈴木 昴秀, 1998년 10월 3일)
- 타케치 카이세이 (武知 海青, 1998년 2월 4일)
- 하세가와 마코토 (長谷川 慎, 1998년 7월 29일)
- 후지와라 이츠키 (藤原 樹, 1997년 10월 20일)
- 야마모토 쇼고 (山本 彰吾, 1995년 10월 6일)
- 요나미네 루이 (与那嶺 瑠唯, 1995년 8월 16일)

## 작품

### 참가 작품
| 발매일          | 곡명        | 수록 작품                             |
| --------------- | ----------- | ------------------------------------- |
| 2016년 6월 15일 | Unbreakable | V.A. 《HiGH&LOW ORIGINAL BEST ALBUM》 |
| 2016년 6월 15일 | FIND A WAY  | V.A. 《HiGH&LOW ORIGINAL BEST ALBUM》 |

## 출연

### 텔레비전 프로그램
- 주간 EXILE (2014년 ~ , TBS)

### 뮤직 비디오
- EXILE THE SECOND
  - 〈One Time One Life〉 (2016년 6월)
  - 〈YEAH!! YEAH!! YEAH!!〉 (2016년 7월)
  - 〈Shut up!! Shut up!! Shut up!!〉 (2016년 8월)